# Canis aureus
El chacal común o dorado (Canis aureus) es una especie de mamífero carnívoro de la familia Canidae. Es parecido a su pariente próximo el lobo en su aspecto externo, con una longitud comprendida entre 76 y 104 centímetros, una altura que oscila entre los 38 y los 50 centímetros y un peso de entre 8 y 15 kilos en su edad adulta. Sin embargo, a diferencia del lobo habita preferentemente en regiones de clima más cálido, desde Italia y los Balcanes en Europa hasta el sur de Rusia, Asia Menor y Central llegando hasta la India y parte de Indochina. En el continente africano está presente en amplias zonas del norte y sobre todo en la región oriental. A principios de abril de 2023 se avistó por primera vez un ejemplar salvaje en territorio español en la localidad de Salvatierra, Provincia de Álava. Pese a confirmarse su origen salvaje, se desconoce el estatus de una hipotética población real de este cánido en la zona. Habita principalmente en  terrenos de maleza espesa y zonas pantanosas y bajas y, sobre todo, en los cañaverales. Es un animal que caza únicamente durante la noche; pero que delata su presencia con sus fuertes y característicos aullidos.
Tiene una alimentación muy variada: pequeños roedores, aves que anidan a ras del suelo, insectos, reptiles, carroñas y detritus próximos a los asentamientos humanos. Puede cazar en manadas o en parejas, y entonces ataca con éxito a presas relativamente grandes o sus crías como: corderos, cabras, impalas etc. En las regiones donde es abundante, su presencia no resulta muy deseada. Su modo de vida sólo ha podido ser estudiado en una época reciente, especialmente en África oriental. Pasa el día escondido en las madrigueras que excava en la espesura, en las grietas de las rocas o en antiguos refugios abandonados por otros animales. En ellas la hembra pare hacia el mes de marzo unas crías ciegas y sin pelo, que se independizan al cabo de 3 a 4 meses y alcanzan la madurez sexual en el plazo de un año.
Tiene temperamento muy agresivo lo que le permite dar pelea y espantar a buitres, también es capaz de atacar hienas y otras especies de cánidos como los zorros orejudos.

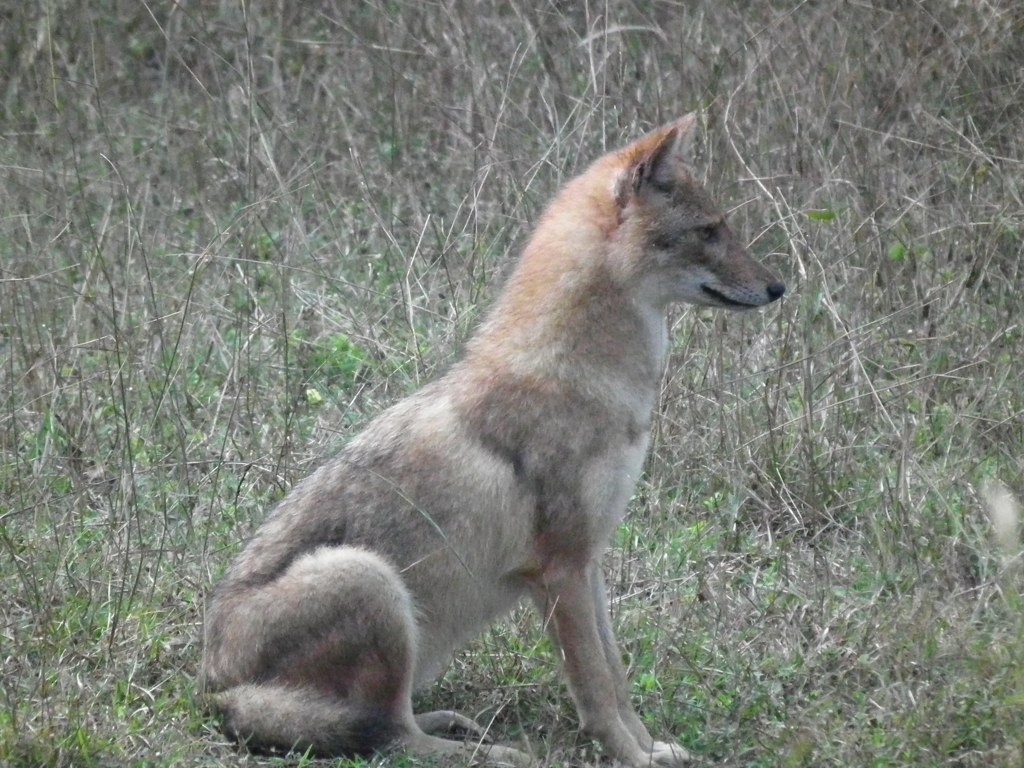
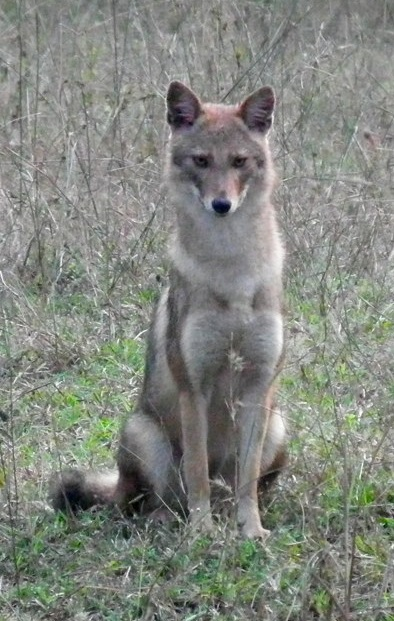
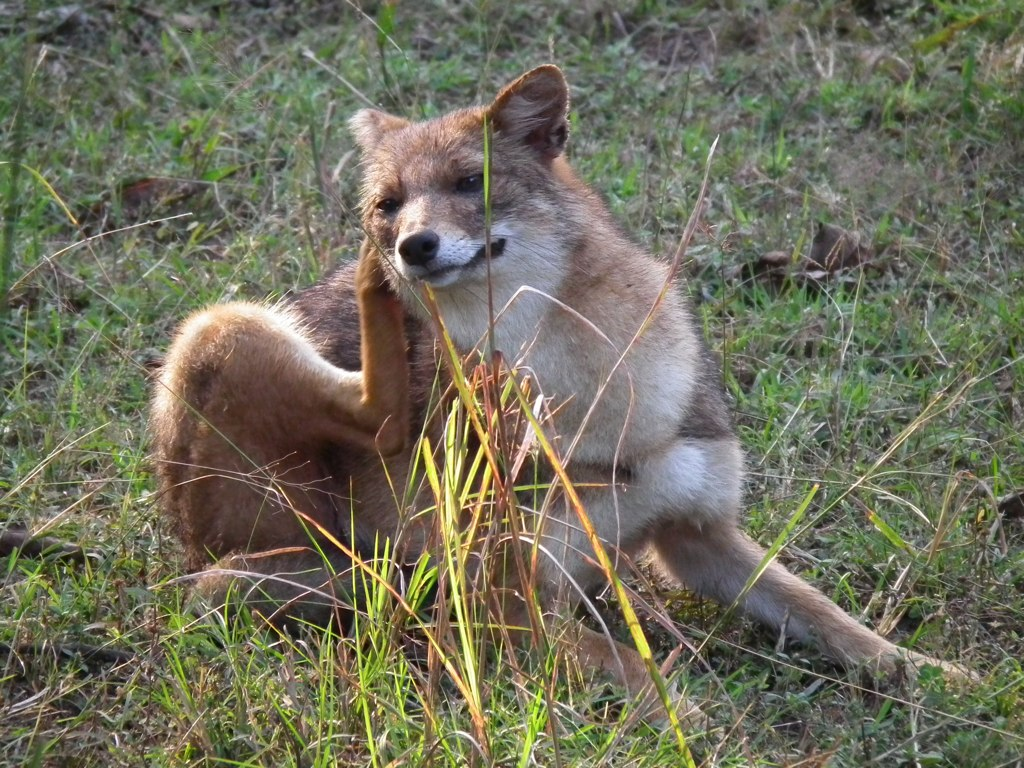

## Subespecies
Se reconocen las siguientes subespecies:
- Canis aureus aureus, chacal común.
- Canis aureus cruesemanni, chacal siamés.
- Canis aureus ecsedensis, chacal de panonia
- Canis aureus indicus, chacal indio.
- Canis aureus moreoticus, chacal europeo.
- Canis aureus naria, chacal de Ceilán.
- Canis aureus syriacus, chacal sirio o del Jordán.